# 23995 Oechsle
23995 Oechsle è un asteroide della fascia principale. Scoperto nel 1999, presenta un'orbita caratterizzata da un semiasse maggiore pari a 2,3480699 UA e da un'eccentricità di 0,2000269, inclinata di 1,75535° rispetto all'eclittica.